# Régis Jauffret

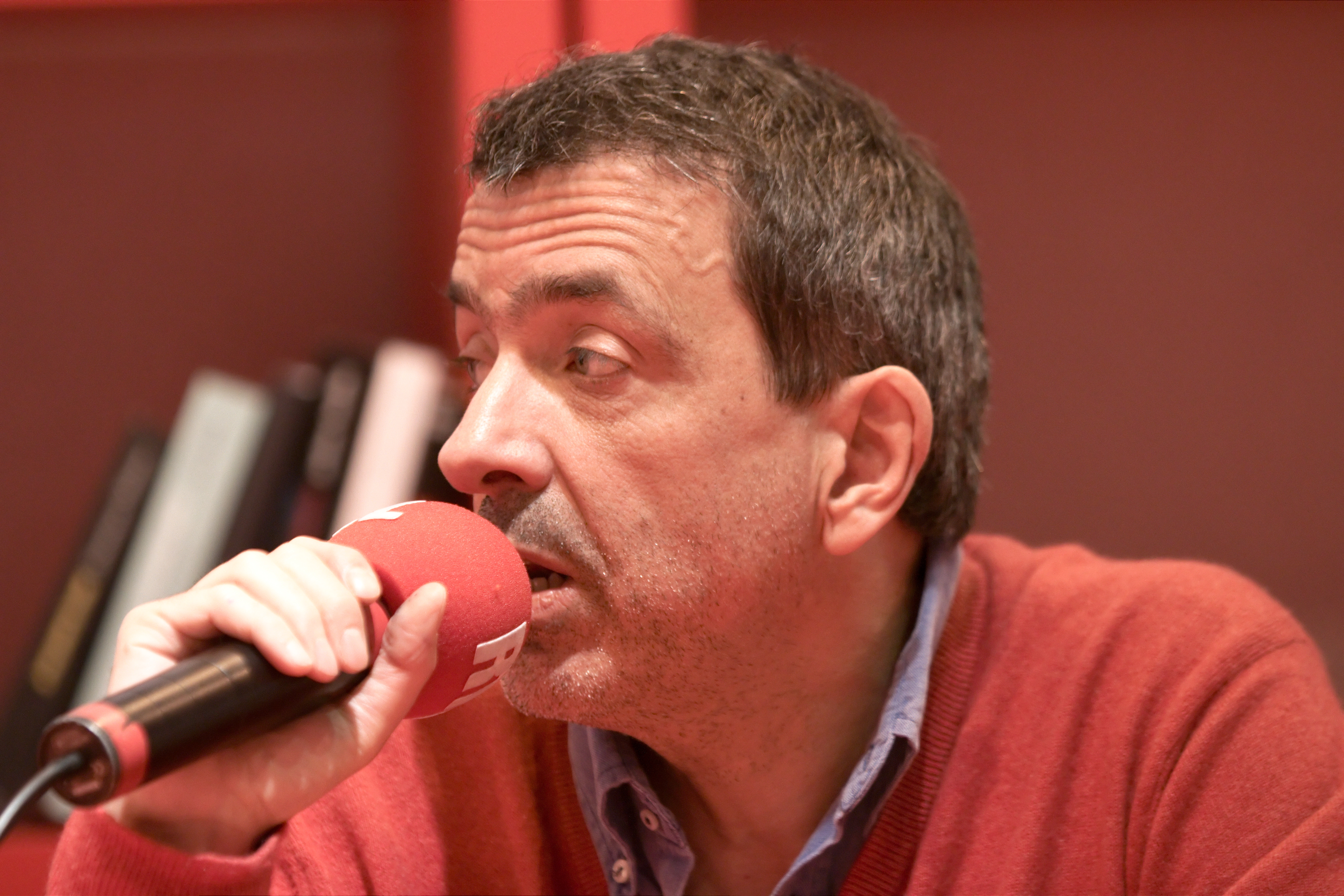
Régis Jauffret auf der Pariser Buchmesse 2010

Régis Jauffret (* 5. Juni 1955 in Marseille) ist ein französischer Schriftsteller. Er lebt in Paris. 

## Leben
Régis Jauffret ist der Autor eines Theaterstücks sowie zahlreicher Romane und Kurzgeschichten. Inspiriert von der Literatur Marcel Prousts, Franz Kafkas,  Virginia Woolfs und Truman Capotes versucht Jauffret in seinen Werken, in den Geist seiner Charaktere einzudringen. 
Er erforscht das Innerste der menschlichen Psyche und hat sich in seinen Romanen unter anderem in die Gedankenwelten von Vergewaltigern (Histoire d'amour) und Kindsmörderinnen (Clémence Picot) begeben.
Für Asile de fous wurde er 2005 mit dem Literaturpreis Prix Femina ausgezeichnet. Sévère gilt als literarische Umsetzung der Umstände des Mordes an einem der reichsten Männer Frankreichs, Édouard Stern.
Sein Roman Claustria, der den österreichischen Kriminalfall Josef Fritzl behandelt, erschien 2012; Jauffret war zu Recherchezwecken zur Gerichtsverhandlung nach St. Pölten gereist.

## Auszeichnungen
- Prix Décembre 2003 für Univers, univers
- Prix Femina 2005 für Asiles de fous
- Prix France Culture-Télérama 2007 für Microfictions
- Prix Goncourt de la nouvelle für Microfictions 2018

## Werke (Auswahl)
- Histoire d'amour. Gallimard, Paris 1998, ISBN 978-2-84335-099-3.[4]
- Clémence Picot. Gallimard, Paris 1999, ISBN 978-2-84335-034-4.
- Univers, univers. Gallimard, Paris 2003, ISBN 978-2-84335-176-1.
- Asiles de fous. Gallimard, Paris 2005, ISBN 978-2-07-077534-7.
- Microfictions. Gallimard, Paris 2007, ISBN 978-2-07-078317-5.
- Sévère. Éditions du Seuil, Paris 2010, ISBN 978-2-02-102248-3, dt. Streng. aus dem Französischen von Gaby Wurster, Piper, München/Zürich 2011, ISBN 978-3-492-26463-1.
- Claustria. Èditions du Seuil, Paris 2012, ISBN 978-2-02-102251-3, dt. Claustria. Salzburg 2012, ISBN 978-3-85300-002-1.
- Ballade de Rikers Island. Éditions du Seuil - Cadre rouge, Paris 2014, ISBN 978-2-02-109759-7.